# Jim Norick Arena
Die Jim Norick Arena ist eine Mehrzweckhalle in der Stadt Oklahoma City des US-amerikanischen Bundesstaates Oklahoma. Das 1965 eröffnete Gebäude ist im Besitz der Stadt, ist Teil des Oklahoma State Fairpark und trägt den Spitznamen The Big House. Es bietet je nach Veranstaltung bis zu 10.944 Plätze. Bei der Eröffnung trug die Halle den Namen James Norick State Fair Arena, nach dem damaligen Bürgermeister von Oklahoma City.
Die Oklahoma State Fair Arena ist, nach dem Paycom Center und dem Cox Convention Center, drittgrößte Veranstaltungshalle der Stadt. Von 1965 bis 1977 war die Arena die Heimat der Oklahoma City Blazers aus der Central Hockey League. Zudem gastierten in der Halle die State-High-School-Basketball-Playoffs. 
Heute wird die Arena vorwiegend für Rodeos, Pferdeshows und Pferdesportveranstaltungen genutzt. Dazu gehören die AQHA World Show, die zweitgrößte Reitsportveranstaltung und Zuchtschau für American Quarter Horses der Welt, und die NRHA Futurity, die weltweit größte Reitsportveranstaltung für die Disziplin Reining.
2005 wurde der Oklahoma State Fairpark mit seinen Gebäuden renoviert.
Die Halle soll durch einen Neubau ersetzt werden.